# Leonard Cohen: I'm Your Man
Leonard Cohen: I'm Your Man és un film de 2006 dirigit per Lian Lunson sobre la vida i la carrera del cantautor Leonard Cohen. La pel·lícula documental es basa en una actuació d'homenatge que es va fer el gener de 2005 a l'Opera House de Sidney, titulat Come So Far For Beauty i que va ser produït per Hal Willner. En aquest espectacle hi van actuar Nick Cave, Jarvis Cocker, The Handsome Family, Beth Orton, Rufus Wainwright, Martha Wainwright, Teddy Thompson, Linda Thompson, Antony Hegarty, Kate and Anna McGarrigle i les coristes de Cohen Perla Batalla i Julie Christensen com a convidades especials. El final de la pel·lícula mostra una actuació de Leonard Cohen i U2, que va ser enregistrada especialment per al final d'aquesta a Nova York el 2005.
La pel·lícula va aparèixer el 21 de juny de 2006 als Estats Units i la va distribuir Lions Gate Entertainment. A més hi ha la disponibilitat de la banda sonora en CD.

## Llista de temes i intèrprets
1. Martha Wainwright, Tower of Song
2. Teddy Thompson, Tonight Will Be Fine
3. Nick Cave, I'm Your Man
4. Kate and Anna McGarrigle with Martha Wainwright, Winter Lady
5. Beth Orton, Sisters of Mercy
6. Rufus Wainwright, Chelsea Hotel No. 2
7. Antony, If It Be Your Will
8. Jarvis Cocker, I Can't Forget
9. The Handsome Family, Famous Blue Raincoat
10. Perla Batalla, Bird on the Wire
11. Rufus Wainwright, Everybody Knows
12. Martha Wainwright, The Traitor
13. Nick Cave, Perla Batalla and Julie Christensen, Suzanne
14. Teddy Thompson, The Future
15. Perla Batalla and Julie Christensen, Anthem
16. Leonard Cohen and U2, Tower of Song
17. Laurie Anderson, The Guests (iTunes Store bonus track)